# آسوکا ۴۰۷۷
سیارک ۴۰۷۷ (به انگلیسی: 4077 Asuka، نامگذاری:1982XV1) چهار هزار و هفتاد و هفتمین سیارک کشف شده‌است که در ۱۳ دسامبر ۱۹۸۲ کشف شد.
قدر مطلق سیارک برابر ۱۱٫۴۰ است.